# Antroporidae
Antroporidae zijn een familie van mosdiertjes uit de orde Cheilostomatida en de klasse van de Gymnolaemata.

## Geslachten
- Akatopora Davis, 1934
- Antropora Norman, 1903
- Parantropora Tilbrook, 1998
- Rosseliana Jullien, 1888

Niet geaccepteerde geslachten:
- Canua Davis, 1934 → Antropora Norman, 1903
- Dacryonella Canu & Bassler, 1917 → Antropora Norman, 1903
- Membrendoecium Canu & Bassler, 1917 → Antropora Norman, 1903